# Ibrahim Maza
Ibrahim Maza (arabsky: إبراهيم مازا) (* 24. listopadu 2005) je alžírský profesionální fotbalista, který hraje na pozici útočníka za německý klub Hertha BSC. Narodil se v Německu, ale hraje za alžírský národní tým.

## Klubová kariéra
Maza je mládežnickým produktem Reinickendorfer Füchse, než se v roce 2018 přesunul do mládežnické akademie Herthy BSC. Svou seniorskou kariéru zahájil v rezervě Herthy v roce 2022. Dne 27. dubna 2023 podepsal svou první profesionální smlouvu s Herthou do roku 2026. Svůj profesionální debut v klubu si odbyl jako náhradník při bundesligové prohře 0:2 s Bayernem Mnichov 30. dubna 2023. Dne 27. května 2023 Maza svým gólem vyrovnal zápas proti VfL Wolfsburg, v době, kdy Hertha měla již týden jistý sestup.

## Reprezentační kariéra
Maza se narodil v Německu a je alžírského a vietnamského původu. Je německým mládežnickým reprezentantem, hrál za německou reprezentaci do 18, 19 i 20 let.
V říjnu 2024 byl Maza poprvé povolán do alžírské fotbalové reprezentace na dvojici kvalifikačních zápasů na Africký pohár národů 2025 proti Togu. Debutoval v 89. minutě zápasu.

## Statistiky
| Klub       | Sezóna  | Liga          | Liga   | Liga | Národní pohár | Národní pohár | Kontinentální | Kontinentální | Celkově | Celkově |
| Klub       | Sezóna  | Soutěž        | Zápasy | Góly | Zápasy        | Góly          | Zápasy        | Góly          | Zápasy  | Góly    |
| ---------- | ------- | ------------- | ------ | ---- | ------------- | ------------- | ------------- | ------------- | ------- | ------- |
| Hertha BSC | 2022/23 | Bundesliga    | 2      | 1    |               |               | —             | —             | 2       | 1       |
| Hertha BSC | 2023/24 | 2. Bundesliga | 13     | 1    |               |               | —             | —             | 13      | 1       |
| Hertha BSC | 2024/25 | 2. Bundesliga | 17     | 5    | 3             | 2             | —             | —             | —       | —       |